# Pałuby
Pałuby – część miasta Nałęczowa w Polsce położona w województwie lubelskim, w powiecie puławskim. Leży w północno-wschodniej części miasta, w rejonie ulic Pałuby i Witkiewicza.